# Joe Stöckel
Joe Stöckel (eigentlich Josef Stöckel, * 27. September 1894 in München; † 14. Juni 1959 ebenda) war ein deutscher Drehbuchautor, Filmregisseur und Volksschauspieler. Stöckel verkörperte vor allem das „Münchner Original“ in zahlreichen komischen Bühnenstücken und Filmen.

## Leben

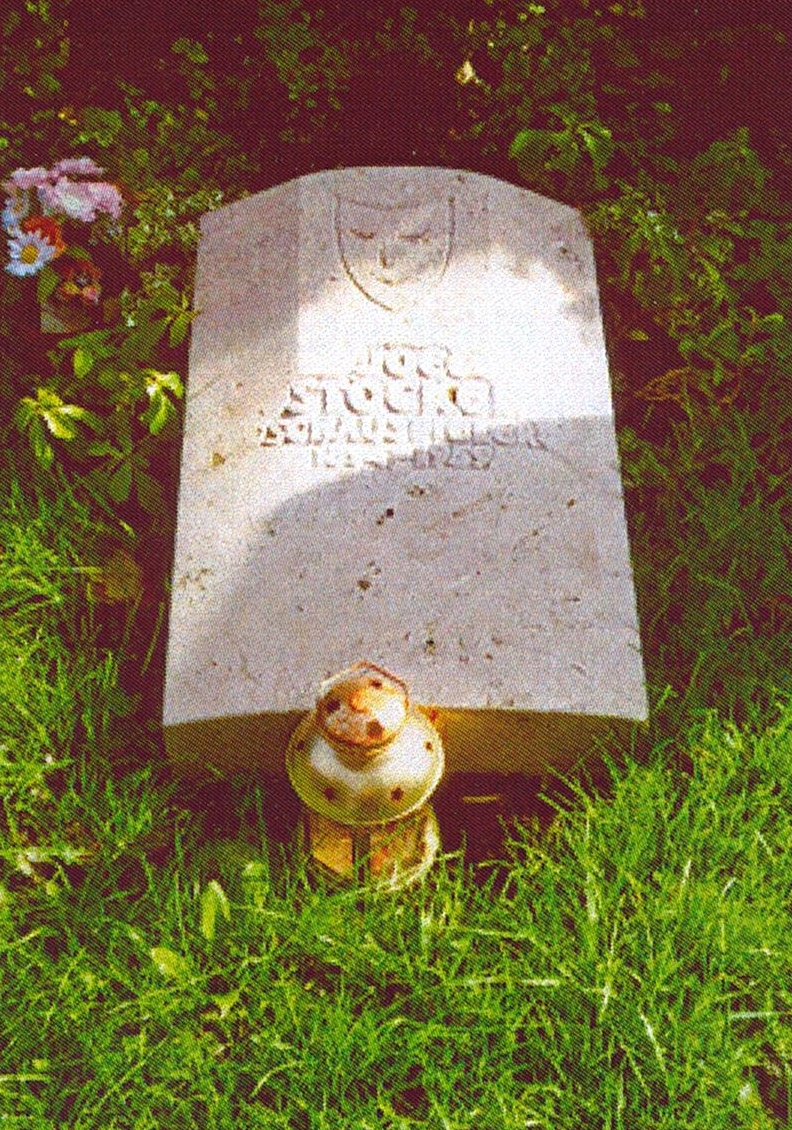
Grabstätte von Joe Stöckel

Josef Stöckel, Sohn eines Münchner Architekten, besuchte schon mit 16 Jahren die Staatliche Schauspielschule – obwohl sein Vater erst wollte, dass er einen „anständigen Beruf“ erlernt. Nach einer Elevenzeit am Münchner Hoftheater hatte er erste Engagements in Bayreuth und Landshut. Dann wechselte er ins komische Fach und trat als Operetten-Komiker im Gärtnerplatz-Theater auf.
Schon in den 20er Jahren gründete Stöckel seine eigene Filmfirma, in der er die damals international bekannte Serie Joe Marco, der Mann der Kraft produzierte. Er selbst spielte die Hauptrolle als Joe, der die sensationellsten Abenteuer bestehen musste. Dafür verwandelte Stöckel die Isarauen Münchens in eine Wild-West-Kulisse und amerikanisierte seinen Vornamen Josef. Von nun an hieß er Joe – ein Vorname, der nachher nicht mehr so gut zu seinen bayrischen Rollen passte.
Er gehört neben Karl Valentin, Weiß Ferdl, Josef Eichheim und Beppo Brem zu den Pionieren des Münchner Films.
Joe Stöckels Hauptverdienst war es allerdings, die bayrische Komödie zum Film gebracht zu haben. So adaptierte er Bühnenklassiker wie Die drei Dorfheiligen, Das sündige Dorf, Der scheinheilige Florian und Der verkaufte Großvater als Drehbuchautor oder Regisseur für den Film. Er war wohl auch der erste, der den Gegensatz zwischen Bayern und anderen deutschen Volksgruppen, insbesondere den „Preußen“, für die Komödie nutzte.
Er trat bereits zum 1. Dezember 1930 der NSDAP bei (Mitgliedsnummer 371.614). Bei seiner Entnazifizierung log er und behauptete 1932 ausgetreten zu sein.
Joe Stöckel erreichte den Höhepunkt seiner Karriere nach dem Zweiten Weltkrieg, insgesamt wirkte er an ca. 170 Filmen mit, wovon er 30-mal selbst die Regie führte.
Er starb am 14. Juni 1959 mit nur 64 Jahren in einem Münchener Krankenhaus und wurde auf dem Ostfriedhof in München beigesetzt, wo das zunächst aufgelassene Ehrengrab mit der Nummer 77-3-9 auf Initiative von Erich Scheibmayr und dem Münchner Begräbnisverein zwischenzeitlich erneuert wurde.

## Filmografie
- 1920: Der Cowboy-Milliardär (auch Regie)
- 1920: Die Geier der Goldgruben
- 1920: Der Skelettreiter von Colorado (auch Regie)
- 1920: Die Rache des Mexikaners (auch Regie)
- 1920: Die Todesfahrt des weißen Häuptlings (auch Regie)
- 1921: Paragraph 27, wegen Grausamkeit geschieden
- 1922: Die Dame in Grau
- 1922: Marcco kennt keine Furcht (auch Regie)
- 1922: Marccos schwerer Sieg (auch Regie)
- 1922: Marcco, der Ringer des Mikado
- 1922: Marcco, der Todeskandidat
- 1924: Der Schrei in der Wüste (auch Regie)
- 1924: Die Schuld
- 1924: Marcco unter Gauklern und Bestien (2 Teile)
- 1925: Marccos erste Liebe (auch Regie)
- 1925: Die Bestie von San Silos (Regie)
- 1925: Marcco, der Bezwinger des Todes
- 1926: Marccos tollste Wette
- 1926: Die Villa im Tiergarten
- 1927: Mordendes Geld
- 1932: Der Schützenkönig (auch Drehbuch)
- 1933: S.A. Mann Brand (auch Drehbuch)
- 1933: Meisterdetektiv (auch Drehbuch)
- 1933: Ein Kuß in der Sommernacht
- 1933: Johannisnacht
- 1933: Die blonde Christl
- 1934: Der Theaterbesuch (nur Regie)
- 1934: Mit dir durch dick und dünn (auch Drehbuch)
- 1934: Bei der blonden Kathrein (auch Drehbuch)
- 1934: Ich heirate meine Frau (Drehbuch)
- 1934: Zwischen Himmel und Erde
- 1934: Achtung! Wer kennt diese Frau? (Drehbuch)
- 1935: Der Kampf mit dem Drachen
- 1935: Ein ganzer Kerl
- 1936: Arzt aus Leidenschaft
- 1936: Moral
- 1936: Donaumelodien
- 1936: Du bist mein Glück
- 1936: IA in Oberbayern
- 1936: Es waren zwei Junggesellen
- 1936: Du kannst nicht treu sein
- 1936: Der ahnungslose Engel
- 1936: Diener lassen bitten
- 1937: Spiel auf der Tenne
- 1937: Der Etappenhase (Regie)
- 1937: Wenn du eine Schwiegermutter hast (Regie)
- 1937: So weit geht die Liebe nicht
- 1938: Musketier Meier III (Regie)
- 1938: Der Antennendraht / Im Senderaum (auch Regie)
- 1938: Stärker als die Liebe (Regie)
- 1938: Peter spielt mit dem Feuer (Regie)
- 1939: Der arme Millionär (Drehbuch und Regie)
- 1939: Das Recht auf Liebe (Regie)
- 1939: Kennwort: Machin
- 1940: Herz geht vor Anker (auch Regie)
- 1940: Das sündige Dorf (auch Regie)
- 1941: Der siebente Junge
- 1941: Der scheinheilige Florian (auch Regie)
- 1942: Der Hochtourist
- 1942: Der verkaufte Großvater (Regie)
- 1943: Peterle (auch Drehbuch und Regie)
- 1943: Die keusche Sünderin (auch Regie)
- 1944/49: Ein Herz schlägt für Dich (Regie)
- 1944/50: Schuß um Mitternacht
- 1945: Die falsche Braut (auch Regie)
- 1949: Die drei Dorfheiligen
- 1950: So sind die Frauen (auch Drehbuch und Regie)
- 1950: Aufruhr im Paradies (auch Drehbuch und Regie)
- 1950: Zwei in einem Anzug (auch Regie)
- 1950: Die fidele Tankstelle (Regie)
- 1951: Drei Kavaliere (auch Drehbuch und Regie)
- 1951: Wildwest in Oberbayern
- 1952: Das weiße Abenteuer
- 1952: Der eingebildete Kranke
- 1952: Der keusche Lebemann
- 1952: Mönche, Mädchen und Panduren
- 1953: Der Klosterjäger
- 1953: Der Onkel aus Amerika
- 1953: Ehestreik (Regie)
- 1954: Die süßesten Früchte
- 1954: Schützenliesel
- 1954: Das sündige Dorf (auch Drehbuch)
- 1955: Die spanische Fliege
- 1955: Der doppelte Ehemann
- 1955: Oh – diese „lieben“ Verwandten (auch Regie)
- 1955: Königswalzer
- 1956: Die Fischerin vom Bodensee
- 1956: IA in Oberbayern
- 1956: Durch die Wälder, durch die Auen
- 1956: Zwei Bayern in St. Pauli
- 1956: Liebe, Sommer und Musik
- 1956: Die fröhliche Wallfahrt
- 1957: Die Prinzessin von St. Wolfgang
- 1957: Zwei Bayern im Urwald
- 1957: Zwei Bayern im Harem (auch Regie)
- 1957: Die fidelen Detektive
- 1958: Wenn Mädchen ins Manöver zieh’n
- 1958: Der Sündenbock von Spatzenhausen
- 1958: Heimatlos
- 1959: Zwölf Mädchen und ein Mann